# Världsmästerskapen i skidskytte 1969
De nionde världsmästerskapen i skidskytte  genomfördes 1969 i Zakopane i Polen.
Eftersom OS genomfördes 1968 anordnades det året inga världsmästerskap.
Till och med 1983 anordnades världsmästerskap i skidskytte endast för herrar.

## Resultat

### Distans herrar 20 km
| Placering | Tävlande           | Land          |           |
| --------- | ------------------ | ------------- | --------- |
| 1.        | Aleksandr Tichonov | Sovjetunionen | 1:22.46,2 |
| 2.        | Rinnat Safin       | Sovjetunionen | 1:22.49,0 |
| 3.        | Magnar Solberg     | Norge         | 1:24.00,7 |

### Stafett herrar 4 x 7,5 km
| Placering | Land          | Tävlande                                                             |
| --------- | ------------- | -------------------------------------------------------------------- |
| 1.        | Sovjetunionen | Aleksandr Tichonov, Viktor Mamatov, Rinnat Safin, Vladimir Gundarzev |
| 2.        | Norge         | Jon Istad, Ragnar Tveiten, Magnar Solberg, Esten Gjelten             |
| 3.        | Finland       | Kalevi Vehäkylä, Mauri Roppanen, Mauno Peltonen, Esko Marttinen      |

## Medaljfördelning
| Plats | Land          | Guld | Silver | Brons | Totalt |
| ----- | ------------- | ---- | ------ | ----- | ------ |
| 1     | Sovjetunionen | 2    | 1      | 0     | 3      |
| 2     | Norge         | 0    | 1      | 1     | 2      |
| 3     | Finland       | 0    | 0      | 1     | 1      |

### Fotnoter
1. ↑  ”Skidskytte”. Svensk sporthistoria. http://www.sporthistoria.se/autograf/sport1/skidskytte.htm. Läst 1 augusti 2017.